# Digitaria eriantha
Espèce
Digitaria eriantha est une espèce de plantes monocotylédones de la famille des Poaceae, sous-famille des Panicoideae, originaire d'Afrique.
Connue sous le nom de « pangola », cette plante est cultivée dans les régions tropicales comme plante fourragère.

## Description
Digitaria eriantha est une plante herbacée, vivace, parfois stolonifère. C'est une plante qui forme des tapis denses avec des stonons allongés couverts de poils ou non. Les tiges (chaumes), dressées ou ascendantes, peuvent atteindre de 35 à 180 cm de haut.
La gaine de la feuille basale est couverte de poils denses, ou est très rarement lisse. Le limbe foliaire mesure généralement de 5 à 60 cm de long sur 2 à 14 mm de large et peut être soit tomenteux soit lisse. La ligule membraneuse, non ciliée, mesure de 2  5 mm de long.
L'inflorescence est composée de six à sept racèmes spiciformes, portant chacun de nombreux épillets.
Ceux-ci font généralement de 2 à 4 mm de long. la glume inférieure est aussi longue que l'épillet et la glume supérieure est couverte de poils longs de 1 mm.

## Distribution
L'aire de répartition originelle de Digitaria eriantha est limitée à l'Afrique australe et tropicale : Afrique du Sud, Angola, Botswana, Mozambique, Namibie, Swaziland, Zimbabwe.
L'espèce s'est naturalisée dans la région du Pacifique (Hawaï) ainsi qu'en Amérique du Sud (Argentine, Brésil, Colombie, Paraguay) et en Amérique centrale et dans les Caraïbes (Costa Rica, Cuba, Porto Rico, Îles Vierges (États-Unis)
Elle est cultivée notamment aux États-Unis, au Zimbabwe, au  Costa Rica (Guanacaste) et en Équateur (îles Galápagos).

## Taxinomie

### Synonymes
Selon Catalogue of Life (29 septembre 2017) :
- Digitaria bechuanica (Stent) Henrard
- Digitaria commutata subsp. eriantha (Steud.) Maire
- Digitaria decumbens Stent
- Digitaria dinteri Henrard
- Digitaria eriantha subsp. pentzii (Stent) Kok
- Digitaria eriantha subsp. stolonifera (Stapf) Kok, no basionym ref.
- Digitaria eriantha var. stolonifera Stapf
- Digitaria eriantha subsp. transvaalensis Kok
- Digitaria geniculata Stent
- Digitaria glauca Stent, nom. illeg.
- Digitaria glauca var. bechuanica Stent
- Digitaria hiascens Mez
- Digitaria livida Henrard
- Digitaria nemoralis Henrard
- Digitaria pentzii Stent
- Digitaria pentzii var. minor Stent
- Digitaria pentzii var. stolonifera (Stapf) Henrard
- Digitaria smutsii Stent
- Digitaria stentiana Henrard
- Digitaria umfolozi D.W.Hall
- Digitaria valida Stent
- Digitaria valida var. glauca Stent

### Liste des sous-espèces et variétés
Selon The Plant List (29 septembre 2017) :
- sous-espèce Digitaria eriantha subsp. pentzii (Stent) Kok
- variété Digitaria eriantha var. stolonifera Stapf

Selon Tropicos (29 septembre 2017) (Attention liste brute contenant possiblement des synonymes) :
- sous-espèce Digitaria eriantha subsp. eriantha
- sous-espèce Digitaria eriantha subsp. pentzii (Stent) Kok
- sous-espèce Digitaria eriantha subsp. transvaalensis Kok
- variété Digitaria eriantha var. eriantha
- variété Digitaria eriantha var. stolonifera Stapf